# Казаринов, Владимир Пантелеймонович
Влади́мир Пантелеймо́нович Каза́ринов (23 января 1912 — 7 мая 1978) — советский учёный-геолог, доктор геолого-минералогических наук, профессор, лауреат Ленинской премии (1964), заслуженный геолог Российской Федерации.

## Биография
Родился 10 (23) января 1912 года в городе Иркутск.
После окончании школы, вместе с семьей переехал в Новосибирск. Там поступил в Новосибирский институт народного хозяйства на плановый факультет. Однако через два года перевелся в Томский индустриальный институт. Но и там он проучился недолго, так как был отчислен с третьего курса, в связи с арестом в 1933 году отца. Несколько лет работал прорабом в Сибирском отделении Всесоюзного института минерального сырья в Новосибирске, а в 1937 году ему удалось, наконец, восстановиться в университете в Томске и окончить геолого-разведочный факультет в 1939 году с отличием. Затем долгие годы его жизнь была посвящена поискам и разведке каолинитов, глин, геологической съемкой при научно-исследовательской химической лаборатории Наркомтяжпрома.
В сентябре 1959 г. переводом назначен заместителем директора по науке в Сибирском филиале ВНИГРИ, после переименования филиала в СНИИГГиМС был также назначен заместителем директора по научной работе. Там и проработал до конца своих дней.
Внёс вклад в научное обоснование и открытие Западно-Сибирской нефтегазоносной провинции, один из авторов программы опорного бурения и участник открытия первого в Западной Сибири Берёзовского газового месторождения.
Создатель школы специалистов в области литолого-формационного анализа, работал над теориями литогенеза и пульсации Земли. Главнейшее направление его исследований — в области литологии, теоретического осмысления закономерностей в развитии осадочных процессов геологического прошлого различных геологических периодов применительно для мезозоя Западно-Сибирской равнины и палеозоя Алтае-Саянской области. Они направлены на оценку перспектив выявления крупных месторождений полезных ископаемых: глин, каолинитов, бокситов и связанных с ними кор выветривания, фосфоритов, нефти и газа.
С его именем связано открытие крупнейших нефтегазоносной и железорудной провинций в пределах Западно-Сибирской низменности, открытие месторождений огнеупорных глин, кварцевых песков, гипса, маршалита, солей. Многие из этих месторождений введены в эксплуатацию. Его исследования по поискам латеритных бокситов в Сибири широко известны на производственных геологических предприятиях, проведших серию специальных работ, им найдено теоретическое обоснование формирования латеритных бокситов.
Выявив основные этапы литогенеза и закономерности локализации осадочных полезных ископаемых, он развивал направление исследований по созданию в Сибири сырьевой базы алюминиевой промышленности.
Разрабатывал теорию происхождения осадочных серий как одной из основных для межрегиональной корреляции разрезов; осуществил попытку определить ритмическое развитие в осадконакоплении докембрия; впервые предложил понятие формации кор выветривания; привлек внимание геологической общественности к существованию фосфоритоносных формаций в мезокайнозойских корах выветривания. Под его руководством впервые стали осуществляться исследования в области детальной литологии и геохимии нефтегазоносных толщ Западной Сибири, появились работы, обосновывающие происхождение терригенно-минералогических комплексов в мезозойских образованиях Западно-Сибирской плиты. Это было начало исследований, связанных с поисками нефтематеринских и нефтепродуктивных толщ, определивших закономерности развития благоприятных для поисков нефтяных и газовых залежей коллекторов.
Главнейшие заслуги Владимира Пантелеймоновича в области геологии:
- разработка теории литогенеза в осадочном процессе истории развития земной коры;
- разработка теории пульсации Земли[1];
- создание литолого-формационного анализа, определившего определённые закономерности в распределении продуктивных осадочных толщ;
- разработка теории латеритных кор выветривания и связи с ними осадочных полезных ископаемых;
- открытие направлений, связанных с поисками фосфоритоносных и бокситовых провинций в Сибири; литологическое обоснование перспектив на поиски осадочных железных руд, нефтяных и газовых месторождений на Западно-Сибирской равнине;
- разработка направлений геолого-поисковых и геолого-разведочных работ на длительные сроки, связанные с пятилетними и семилетними планами развития народного хозяйства.

Похоронен на Заельцовском кладбище Новосибирска (квартал 37).

## Награды и премии
- Орден Трудового Красного знамени
- медаль «За доблестный труд в Великой Отечественной войне 1941—1945 гг.»
- медаль «За трудовое отличие»
- медаль «За доблестный труд. В ознаменование 100-летия со дня рождения Владимира Ильича Ленина».
- Заслуженный геолог РСФСР
- Ленинская премия.

## Семья
Отец — Казаринов Пантелеймон Константинович (14 августа 1885, Иркутск — 27 октября 1937, местечко Сандармох Карельской АССР), юрист, краевед, библиограф, библиотековед, общественный деятель.
Жена (с 1934) — Фрейман Елена Викторовна (род. 1912) — биолог.
- Сын Виктор (род. 1939) — геолог, живёт в Новосибирске, внук Андрей (род. 1968, Новосибирск)
- дочь Наталия (род. 1946) — биолог, живёт в Новосибирске.[3]